# 7,62 × 38 мм Наган

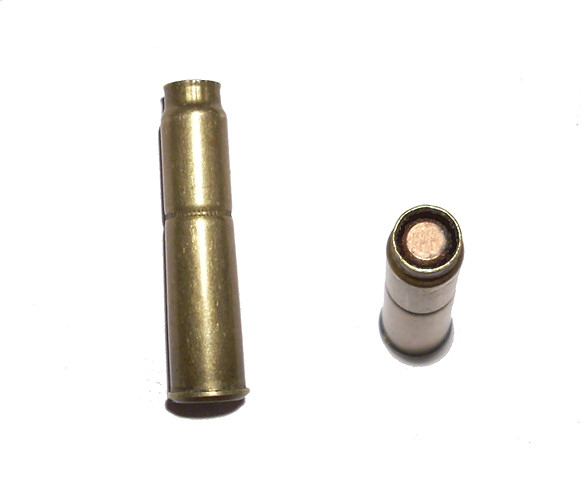
Патрон современного выпуска итальянской фирмы Фиокки, с глубоко обжатым дульцем гильзы.

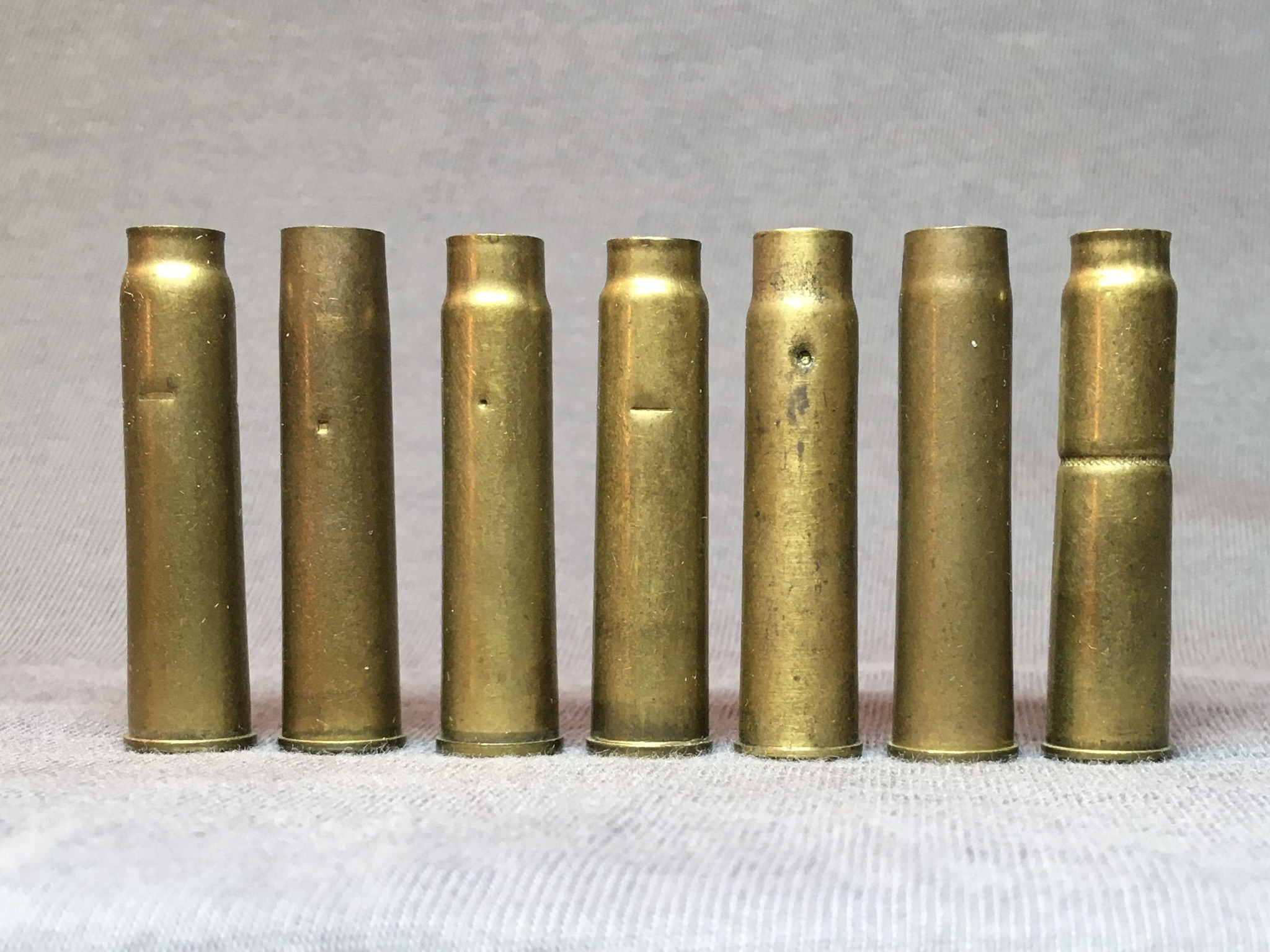
Зарубежные патроны Нагана с различным обжимом дульца и кернением пуль. Слева-направо: 1 и 2 - RWS (Германия), 3 - Geco (Германия), 4 - GB (?), 5 - SFM (Франция), 6 - PS (Чехословакия), 7 - GFL (Италия, совр.)

7,62×38 мм Наган (также 7,62x38R, 7,62 mm Nagant Russe, 7,62 mm Russ Revolver и т. п.) — револьверный патрон для 7,62-мм револьвера обр. 1895 г. (системы Нагана). Патрон с фланцевой латунной гильзой, оболочечной пулей и бездымным порохом.
Патрон предназначен для револьвера Наган образца 1895 года. Использовался также с револьверами других типов, например, Пипер-Наган. Для своего времени, патрон отличался очень высокими баллистическими параметрами.
Конструкция патрона позволила решить проблему прорыва пороховых газов через зазор между казённым срезом ствола и передним торцом барабана. Пуля в патроне была полностью утоплена в гильзу, роль обтюратора играло дульце гильзы, раздаваемое и прижимаемое пороховыми газами в момент выстрела к каналу ствола, что исключало возможность прорыва газов. Благодаря этому для Нагана удалось создать уникальный для револьверов глушитель системы БраМит.

## Номенклатура советских патронов
- 7,62 Р гл (Индекс ГАУ — 57-Н-122) — патрон с обыкновенной пулей Р и латунной гильзой.
- 7,62 Р гл уменьшенный заряд — патрон с обыкновенной пулей Р и латунной гильзой и уменьшенным зарядом. Выпускался с 1970-х годов.
- 7,62 Р гж (Индекс ГАУ — 57-Н-123) — патрон с обыкновенной пулей Р и стальной плакированной томпаком гильзой.
- 7,62 Рст гл (Индекс ГАУ — 57-Н-124) — патрон с пулей Рст со стальным сердечником и латунной гильзой.
- 7,62 СР гл (Индекс ГАУ — 57-Н-111) — патрон спортивный револьверный с цилиндрической свинцовой пулей В-1.
- 7,62 УЧ гл (Индекс ГРАУ — 7Х7) — патрон учебный (с инертным снаряжением).

Патроны выпуска до 1940-х гг. поставлялись в картонных коробках по 10 патронов, послевоенного выпуска — в коробках по 14 патронов.

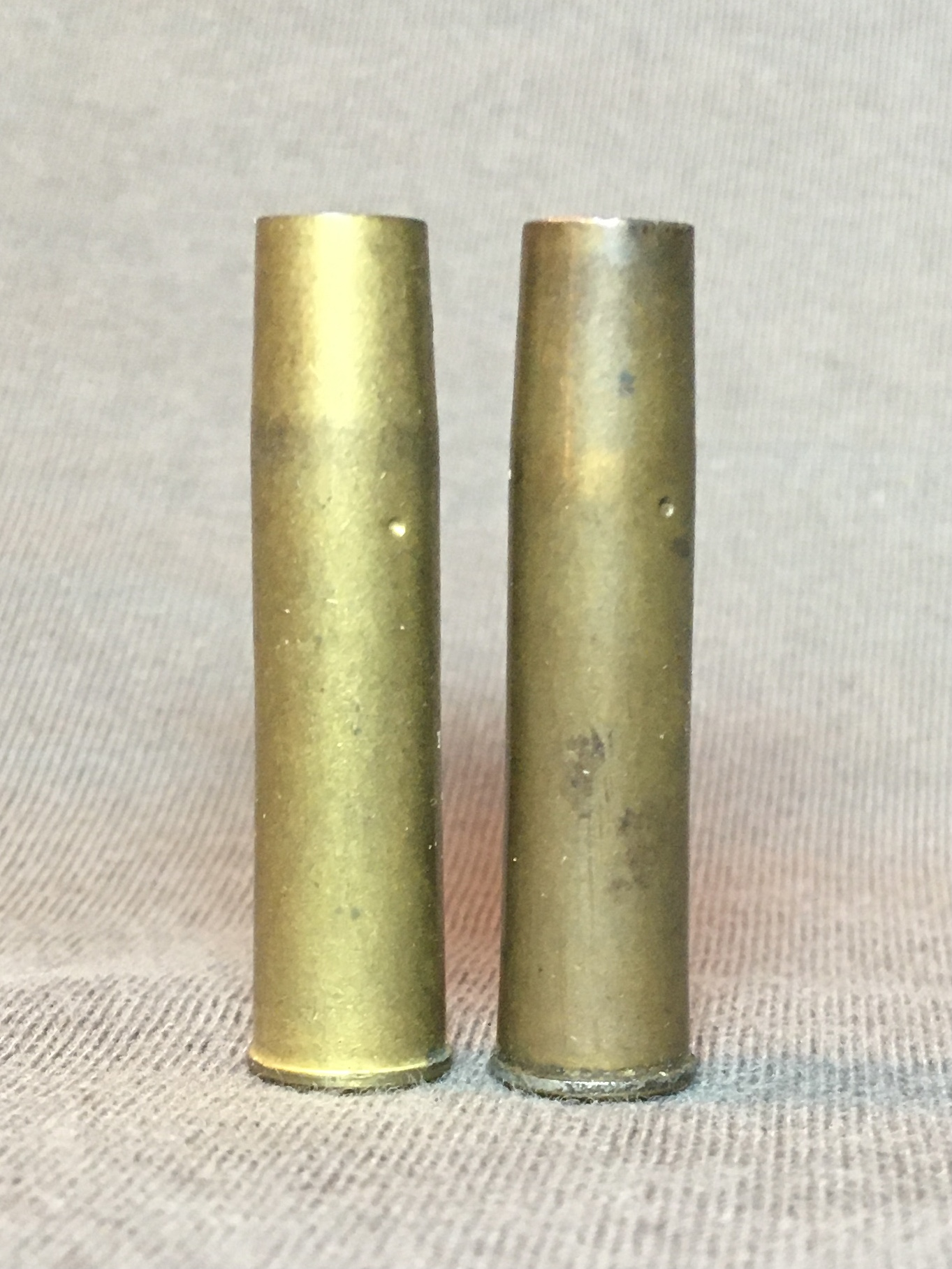
Советские 7,62-мм патроны к нагану с латунной и стальной плакированной томпаком гильзой.

## Достоинства и недостатки
Как и все боеприпасы, патрон 7.62×38 мм имеет свои достоинства и недостатки:
| Достоинства                                                                                                | Недостатки |
| --- | --- |
| Высокая кучность боя.                                                                                      | Невысокое убойное действие из-за низкой начальной скорости и энергии. Чтобы как-то компенсировать этот недостаток пулю сделали тупоносой. |
| Тупоносая пуля имеет пониженный шанс рикошета.                                                             | В зимнее время боевые качества данного патрона сильно снижаются.                                                                          |
| Тупоносая пуля часто застревала в теле. В условиях военного времени это плохо заканчивалось для раненного. | Невысокая пробивная способность. |

## Производство
Патрон выпускался большинством европейских патронных предприятий до 1945-х годов[уточнить].
- Австро-Венгрия — производился фирмой Georg Roth в Вене.
- Бельгия — на настоящий момент производитель не определён.
- Великобритания — производился фирмой Eley Bro's в Лондоне.
- Германия — выпускался фирмами RWS, Geco и др.
- Италия — выпускался фирмами Leon Beaux и Giulio Fiocchi, последняя выпускает патрон по настоящее время.
- Китай — выпуск спортивных патронов.
- Польша — выпуск патронов на фабрике P.W.A.-Skarzysko был начат в 1929 году и продолжался до 1939 года[1]
- Российская Империя — производство на Санкт-Петербургском патронном заводе до 1918 г.
- СССР — выпуск патронов был начат в 1918 в Туле, в 1942 производство эвакуировано в Юрюзань, где продолжалось по 1989 г.
- Румыния — ограниченный выпуск с конца 20-х годов.
- Сербия — выпуск патронов начат в последние десятилетия на предприятии Први партизан (ППУ, PPU) в Ужице.
- Турция — патроны с турецкой маркировкой, предположительно заказывались у европейского производителя.
- Франция — производился фирмой SFM.
- Чехословакия — до войны выпускался компанией Sellier & Bellot (SBP) в Праге, послевоенные выпуски боевых и холостых патронов на SBP и заводе Považské strojárne (PS).

В настоящее время коммерческие патроны производятся фирмой Fiocchi (Италия), небольшие партии — фирмой «Први партизан» (Сербия), которая также предлагает компоненты (гильзы и пули) для самостоятельного снаряжения патронов. Известны выпуски спортивных патронов в КНР. В зависимости от производителя отмечается разница в глубине посадки пули в гильзе, конструкции пули и виде обжатия дульца гильзы. Фирмы Bertram Bullet Co. (Австралия) и Starline (США) выпускают гильзы патрона Нагана, причём Starline делает гильзы немного короче, что исключает эффект обтюрации.
| Наган                 | Наган                                |
| --------------------- | ------------------------------------ |
| Калибр, мм            | 7,62                                 |
| Тип пули              | Оболочечная со свинцовым сердечником |
| Длина пули, мм        | 16,26-16,51                          |
| Длина пули в калибрах | 2,1                                  |
| Масса сердечника, г   | 5,22-5,40                            |
| Масса заряда, г       | 0,1-0,3                              |

## Оружие, использующее патрон
- Револьвер Нагана обр. 1895 г.
- Nagant NG wz.30
- Nagant NG wz.32
- ПП Токарева
- ТОЗ-28
- МЦ-4 — спортивный револьвер 1955 года конструкции В. А. Парамонова.
- ТОЗ-36 — спортивный револьвер 1962 года конструкции Е. Л. Хайдурова.